# Экскаватор непрерывного действия

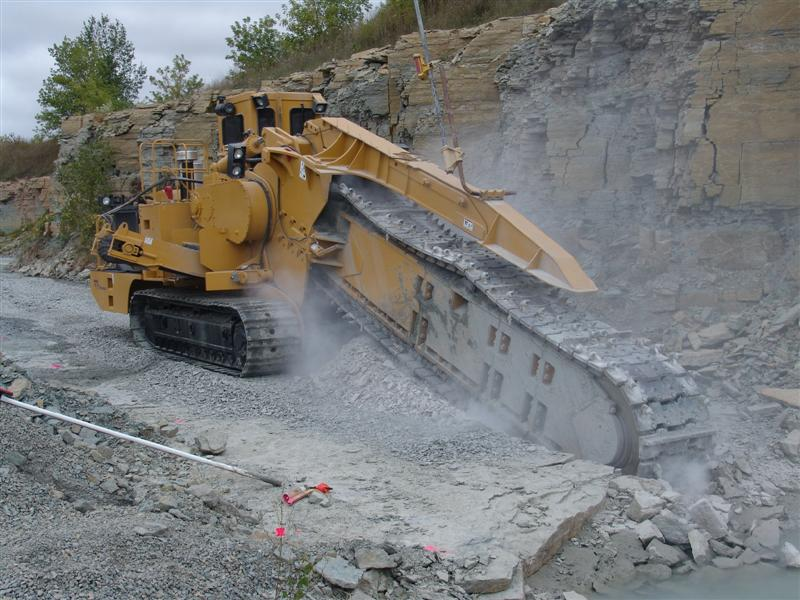
Цепной траншейный экскаватор Tesmec M5 с баровым рабочим органом.

Экскава́тор непреры́вного де́йствия — экскаватор, непрерывно разрабатывающий и одновременно транспортирующий грунт в отвал или в транспортное средство. Отличается от экскаватора циклического действия (одноковшового экскаватора), производящего операции по разработке, транспортировке и погрузке грунта последовательно в определённом порядке с многократным циклическим повторением рабочего цикла. Благодаря совмещению операций экскаваторы непрерывного действия имеют более высокую производительность по сравнению с экскаваторами циклического действия, однако, по сравнению с последними, они обладают меньшей универсальностью. Таким образом, применение экскаваторов непрерывного действия оправдано при большом объёме земляных работ.
Экскаватор непрерывного действия имеет в своём составе следующие агрегаты: силовую установку; рабочее оборудование (рабочий орган с рабочими элементами); ходовое устройство (пневмоколёсное, гусеничное или комбинированное); кабину машиниста с элементами управления.
Рабочий орган экскаватора непрерывного действия может быть цепным, роторным или комбинированным (плужно-роторным, шнеко-роторным). Цепной и роторный рабочий орган оснащаются рабочими элементами, в качестве которых выступают ковши, скребки, плужки, резцы или их комбинация.

## Классификация

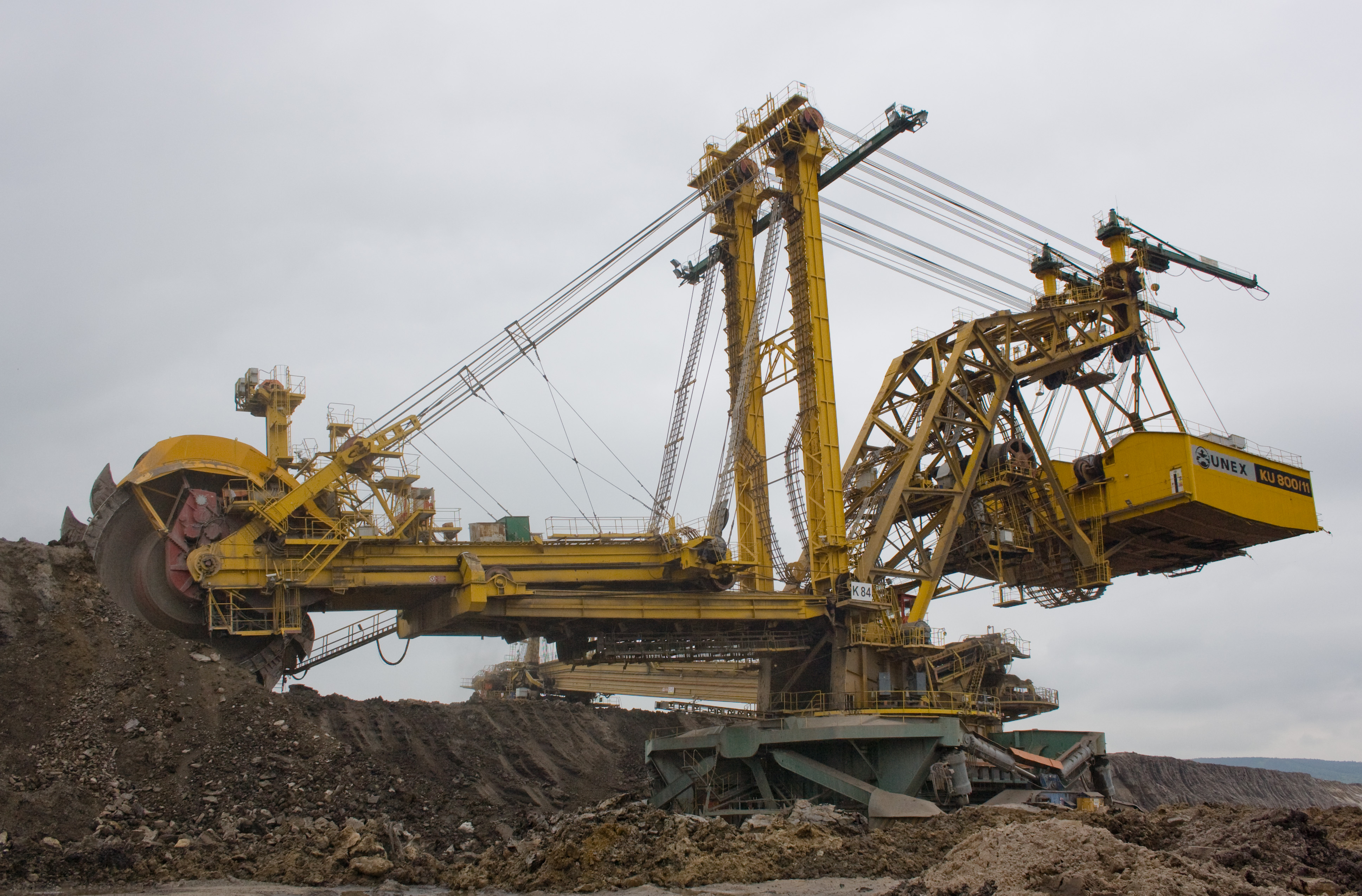
Роторный стреловой экскаватор KU 800 на разработке карьера в Чехии.

Экскаваторы непрерывного действия подразделяются по следующим признакам:
- по характеру перемещения рабочего органа в пространстве:
  - экскаваторы продольного копания — плоскость перемещения рабочего органа параллельна плоскости движения машины;
  - экскаваторы поперечного копания — плоскость перемещения рабочего органа перпендикулярна плоскости движения машины;
  - экскаваторы радиального копания, или роторные стреловые экскаваторы — рабочий орган при перемещении поворачивается вокруг вертикальной оси;
- по конструкции рабочего органа:
  - цепные (рабочие элементы размещены на бесконечной цепи или цепях);
    - баровый рабочий орган;
    - рабочий орган со свободно провисающей цепью;

  - роторные (рабочие элементы размещены на окружности вращающегося ротора);
    - рабочие элементы размещены по ободу ротора;
    - рабочие элементы размещены на боковой поверхности ротора;

  - двухроторные, или двухфрезерные (рабочий орган состоит из двух наклонных роторов, боковая поверхность которых работает как фреза);
  - комбинированные:
    - плужно-роторные (рабочий орган состоит из ротора и плуга);
    - шнекороторные (рабочий орган состоит из ротора и шнеков);
- по типу рабочих элементов:
  - ковшовый рабочий орган (многоковшовые экскаваторы);
  - скребковый, резцовый, плужковый или смешанный рабочий орган;
- по назначению:
  - траншейные, предназначены для прокладки траншей;
  - дреноукладчики, используются для организации дренажа;
  - каналокопатели, используются для прокладки каналов (оросительных, осушительных) и кюветов;
  - карьерные, используются для вскрышных и добычных работ.
- по типу привода:
  - с механическим приводом;
  - с гидравлическим приводом;
  - с электрическим приводом;
  - с комбинированным приводом;
- по типу ходового устройства:
  - на гусеничном ходу;
  - на пневмоколёсном ходу;
- способу соединения рабочего оборудования с ходовой частью:
  - навесные (без дополнительной опоры рабочего органа);
  - полуприцепные (рабочий орган опирается на тягач спереди и на дополнительную тележку сзади);
  - прицепные (рабочий орган имеет собственную ходовую часть и буксируется тягачом)[1][2][4].

Разновидностью экскаватора непрерывного действия является также многочерпаковый земснаряд — дноуглубительное судно с рабочим органом, представляющим собой многоковшовую бесконечную цепь. При движении цепи черпаки захватывают грунт со дна, транспортируют его к поверхности и выгружают на борт транспортного судна.

### Таблица с основными классификационными признаками
Основная классификация экскаваторов непрерывного действия сведена в следующую таблицу.
| Классификация                            | Классификация                  | Классификация   | Индекс советских и российских моделей | Наименование                                                  |
| по характеру перемещения рабочего органа | по конструкции рабочего органа | по назначению   | Индекс советских и российских моделей | Наименование                                                  |
| ---------------------------------------- | ------------------------------ | --------------- | ------------------------------------- | ------------------------------------------------------------- |
| Продольного копания                      | Цепные                         | Траншейные      | ЭТЦ (ЭТ, ЭТН, ЭТУ)                    | Цепные траншейные экскаваторы                                 |
| Продольного копания                      | Цепные                         | Дреноукладочные | ЭТЦ (ЭТ, ЭТН)                         | Экскаваторы-дреноукладчики                                    |
| Продольного копания                      | Роторные                       | Траншейные      | ЭТР (ЭР)                              | Роторные траншейные экскаваторы                               |
| Продольного копания                      | Роторные                       | Дреноукладочные | ЭТР                                   | Экскаваторы-дреноукладчики                                    |
| Продольного копания                      | Двухроторные (двухфрезерные)   | Канальные       | ЭТР (КФН)                             | Двухроторные, или двухфрезерные, экскаваторы (каналокопатели) |
| Продольного копания                      | Шнекороторные                  | Канальные       | ЭТР                                   | Шнекороторные экскаваторы (каналокопатели)                    |
| Продольного копания                      | Плужно-роторные                | Канальные       | МК                                    | Плужно-роторные экскаваторы (каналокопатели)                  |
| Поперечного копания                      | Цепные                         | Карьерные       | ЭМ                                    | Цепные экскаваторы поперечного копания                        |
| Поперечного копания                      | Цепные                         | Мелиоративные   | ЭМ (Э)                                | Мелиоративные экскаваторы                                     |
| Радиального копания                      | Роторные                       | Карьерные       | ЭР                                    | Роторные стреловые экскаваторы                                |

1. ↑  В скобках — устаревшие индексы.

### Расшифровка индексов
Советские и российские индексы экскаваторов непрерывного действия имеют следующую структуру.
- Цепные и роторные траншейные экскаваторы имеют обозначения ЭТЦ (Экскаватор Траншейный Цепной) и ЭТР (Экскаватор Траншейный Роторный); устаревшими обозначениями являются ЭТ (Экскаватор Траншейный), ЭТН (Экскаватор Траншейный Навесной), ЭТУ (Экскаватор Траншейный Универсальный). Вслед за буквенным обозначением следует сочетание из 3—4 цифр, за которыми могут следовать буквы. Первые две цифры означают глубину копания в дециметрах, последние 1—2 цифры — номер модели; первая буква (А, Б, В…) означает очередную модернизацию, следующие буквы (С, Т, ТВ…) — климатическое исполнение. Таким образом, ЭТЦ-202Б расшифровывается как «экскаватор траншейный цепной, глубина копания до 2 метров, вторая модель, вторая (Б) модернизация».
- Обозначения ЭР, ЭМ, МК соответственно расшифровываются как Экскаватор Роторный, Экскаватор Мелиоративный, Мелиоративный Каналокопатель. Обозначения сопровождаются порядковым номером по реестру, например, МК-23.
- Общий индекс машин для ремонта и содержания мелиоративных систем МР имеют каналоочистители. Обозначение сопровождаются порядковым номером по реестру, например, МР-15.
- Устаревшие обозначения Э и КФН расшифровываются как Экскаватор и Канавокопатель Фрезерный Навесной.
- Обозначения отдельных старых моделей не соответствуют этой системе, например, экскаваторы-дреноукладчики Д-659, Д-659А.
- Первые советские траншейные экскавааторы имели обозначение МК — Многоковшовый Канавокопатель, например, МК-I[1][2][6].

## Назначение
Экскаваторы продольного копания (цепные и роторные) в основном исполнении являются траншейными экскаваторами и могут иметь дополнительное оборудование, превращающее их в дреноукладчики (оснащаются трубоукладчиком и автоматикой поддержания глубины и угла наклона траншеи) или каналокопатели (оснащаются рабочими органами для разработки откосов).
Экскаваторы поперечного копания являются цепными экскаваторами и могут иметь мелиоративное и карьерное исполнение.
Экскаваторы радиального копания (роторные стреловые экскаваторы) являются роторными экскаваторами и имеют карьерное исполнение.

## Соединение рабочего органа с ходовой частью
Многие экскаваторы непрерывного действия представляют собой навесное оборудование на гусеничный или пневмоколёсный трактор, снабжённый ходоуменьшителем и агрегируются с базовой машиной без изменения конструкции последней. Таким является, например, траншейный экскаватор ЭТЦ-1607 и аналогичные модели. Навесное оборудование может снабжаться рабочими цепями различной конструкции в соответствии с особенностями грунта, на котором машина должна работать (грунты без включений, грунты с включениями камней и цемента, мёрзлые грунты).
Соединение навесного экскаватора с тягачом может означать доработку последнего, иногда — со значительными изменениями в конструкции базового трактора. Например, изготовление ЭТЦ-406 требует удлинения рамы базового трактора, перекомпоновки его агрегатов, введения в трансмиссию дополнительных элементов.
Экскаваторы непрерывного действия могут создаваться также на оригинальном шасси, например, экскаватор-дреноукладчик ЭТЦ-202 и его модификации.